# Gornji Štoj
Gornji Štoj (cyr. Горњи Штој) – wieś w Czarnogórze, w gminie Ulcinj. W 2011 roku liczyła 111 mieszkańców.